# Karabinek De Lisle
Karabinek De Lisle (ang. De Lisle carbine, De Lisle Commando carbine) – brytyjski karabinek powtarzalny na amunicję pistoletową z integralnym tłumikiem dźwięku, zaprojektowany w okresie II wojny światowej do użycia przez siły specjalne.
Karabin został zaprojektowany przez Williama De Lisle’a, w oparciu o jego wcześniejszy projekt wyciszonego karabinka, kaliber .22. Bazował na karabinie Lee-Enfield, który został przystosowany do używania naboju pistoletowego .45 ACP, a lufa z karabinu Lee-Enfield została zastąpiona zmodyfikowaną lufą pistoletu maszynowego Thompson. Karabinek używał magazynka o pojemności 7 naboi, będącego modyfikacją pistoletowego magazynka Colt M1911. Stosowane były również jednorzędowe magazynki na 11 naboi. Karabinek zachował czterotaktowy zamek ślizgowo-obrotowy. Zastosowano w nim drewnianą kolbę stałą przechodzącą w łoże, z szyjką kolby wyprofilowaną w chwyt pistoletowy. Skonstruowana została również odmiana przeznaczona dla oddziałów powietrznodesantowych, posiadająca drewniany chwyt pistoletowy i składaną na bok broni kolbę metalową
Najważniejszą i unikatową cechą karabinu De Lisle’a był duży tłumik dźwięku, który stanowił integralną część karabinu. Tłumik był tak skuteczny, że dźwięk wydawany przy przeładowaniu naboju po strzale był głośniejszy od samego strzału. Tłumik dźwięku o średnicy 2 cali (5 cm) pokrywał całą powierzchnię lufy, wystając nawet przed nią (tłumik stanowił połowę długości karabinu). Tak duża pojemność tłumika pozwalała na bardzo skuteczne wyciszenie rozprężających się w momencie oddania strzału gazów, co w połączeniu z poddźwiękowym pociskiem .45 dawało znakomite rezultaty w wyciszaniu.
Z początkowo zamówionych 500, ostatecznie wyprodukowano tylko ok. 130 sztuk tej broni, albowiem po lądowaniu w Normandii zmniejszyło się zapotrzebowanie na broń używaną przez brytyjskie siły specjalne w czasie nocnych rajdów na wybrzeże francuskie. Po II wojnie światowej był też wykorzystywany w czasie walk na Malajach (1948–1960).